# 42-га армія (СРСР)
Со́рок дру́га а́рмія (42 А) — загальновійськова армія у складі Збройних сил СРСР з вересня 1941 по червень 1945.

## Командування
- Командувачі:
  - генерал-майор Щербаков В. І. (серпень — вересень 1941);
  - генерал-лейтенант Іванов Ф. С. (вересень 1941);
  - генерал-майор Федюнінський І. І. (вересень — жовтень 1941);
  - генерал-майор, з травня 1942 генерал-лейтенант Ніколаєв І. Ф. (жовтень 1941 — грудень 1943);
  - генерал-полковник Масленников І. І. (грудень 1943 — березень 1944);
  - генерал-лейтенант Романовський В. З. (березень 1944);
  - генерал-лейтенант Свиридов В. П. (березень 1944 — до кінця війни).